# Kingdom (televíziós sorozat)
A Kingdom (szabad fordításban Királyság / Birodalom, korábbi címén Navy Street) amerikai akció-drámasorozat, melyet Byron Balasco írt. A sorozat premierje 2014. október 8-án volt az Audience Network csatornán. A főszerepekben Frank Grillo, Kiele Sanchez, Matt Lauria, Jonathan Tucker, Nick Jonas és Joanna Going látható. A sorozat középpontjában a Navy Streem Gym tornatermet vezető Alvey Kulina és családja áll. Az első évad 10 részből áll.
2014. október 17-én a DirecTV bejelentette, hogy a sorozat további 20 epizóddal fog bővülni, melyből 10-et 2015 őszén, 10-et pedig 2016 nyarán sugároztak Amerikában. 2016. július 7-én jelentették be a harmadik évadot, melynek premierjére 2017. május 31-én került sor. A premier előtt derült ki, hogy ez lesz a sorozat befejező évada.

## Történet
Alvey Kulina (Frank Grillo) a kaliforniai Venice-ben egy MMA tornaterem, a Navy Street Gym tulajdonosa és edzője, melyet barátnőjével, Lisával (Kiele Sanchez) közösen vezet. Professzionális harcosok edzésével foglalkozik, melyek között ott van két fia, Nate (Nick Jonas), valamint Jay (Jonathan Tucker). Jay kábítószer- és alkoholproblémáit félretéve újra szeretné kezdeni karrierjét. Ryan Wheeler (Matt Lauria) az egykori világbajnok harcos, börtönben ült, miután elkövetett néhány súlyos hibát az életében. Miután Ryan kiszabadul, Alvey felkeresi, hogy újra bunyózásra biztassa, mivel az jó reklám lenne az anyagi nehézségekkel küzdő edzőteremnek. Lisa kezdetben ellenzi az ötletet, mivel ő és Ryan régen el voltak jegyezve, de végül elfogadja a terem helyzete miatt. Alvey elhidegült felesége, Christina (Joanna Going), egy drogproblémákkal küzdő prostituált, aki szórványosan tartja kapcsolatot fiaival. A sorozat kezdetén Nate élete meccsére készül, de nem viseli valami jól az apja és testvére között feszült viszonyt. Szeretné, ha Jay is jelen lenne a felkészülése során, de az apja erről hallani sem akar, ezért titokban szokott Jay-el edzeni. Alvey összetűzésbe keveredik az utcán pár gengszterrel, és leüti őket. A gengszterek nem felejtették el az esetet, ezért keresni kezdik Alvey-t. Egy véletlen során észreveszik Nate-et, utánaerednek és súlyosan összeverik, ezért a fiú sportkarrierje veszélybe kerül...

## Szereplők

### Főszereplők
- Frank Grillo – Alvey Kulina, Jay és Nate édesapja. A Navy Street Gym tulajdonosa, egykori MMA harcos, aki most MMA harcosok edzésével foglalkozik.
- Kiele Sanchez – Lisa Prince, Ryan exmenyasszonya, Alvey jelenlegi barátnője. Ő kezeli az edzőterem gazdasági ügyeit, valamint Jay menedzsere.
- Matt Lauria – Ryan Wheeler, egykori elítélt MMA világbajnok, aki újra kezdi az edzéseket, miután kiengedték a börtönből. Lisa régi vőlegénye.
- Jonathan Tucker – Jay Kulina, Alvey és Christina idősebb fia, Nate bátyja. Alvey szerint a család fekete báránya. Újrakezdi a bunyózást, miután Lisa menedzselni kezdi. Jay a nagyszájú, felelőtlen Kulina testvér.
- Nick Jonas – Nate Kulina,[7] Alvey és Christina kisebbik fia, egy feltörekvő harcos, akit miután súlyos támadás ér, a kispadra kényszerül. Nate sok lelki problémával küzd, személyisége az évadok alatt sokat fejlődik. Legközelebb bátyja, Jay áll hozzá.[8]
- Joanna Going – Christina Kulina, Alvey exfelesége, Jay és Nate édesanyja. Kezdetben egy szétcsúszott, drogproblémákkal küzdő prostituált, ami nagyobbik fiát, Jay-t nagyon megviseli, ám segítségével megpróbál új életet kezdeni. Idővel fiaihoz és Alvey-hoz is közelebb kerül.
- Natalie Martinez – Alicia Mendez, egy feltörekvő női harcos, Lisa új ügyfele (2. évad).

### Mellékszereplők
- Juliette Jackson – Shelby, Lisa barátnője, a Navy Street Gym recepciósa
- Paul Walter Hauser, mint Keith, Ryan szobatársa és későbbi lakótársa, miután Ryan Keith lakásába költözik.[9]
- Mac Brandt – Mac Sullivan, ápoló, a Kulina család jó barátja, Jay drogellátója
- Kirk Acevedo – Dominick Ramos
- Ronnie Gene Blevins – Michael, a rehabilitációs központban Keith zaklatója
- Mario Perez – Carlos, egy bűnöző banda tagja, melynek köze volt Nate bántalmazásához
- Meaghan Rath – Tatiana, Nate gyógytornásza
- Jai Rodriguez – Diego Diaz, Nate gyógytornásza, miután Tatiana felhagy Nate kezelésével
- Jamie Harris – Terry, Christina angol származású stricije és drogellátója[10]
- Bryan Callen – Garo Kassabian, meccsszervező[11][12]
- Phil Abrams – Dr. Kramer, Alvey pszichiátere
- Jamie Kennedy – Bucky DeMarco, meccsszervező
- Dean Stone – önmaga, meccs bemondó/műsorvezető
- Jessica Szohr – Laura Melvin, fotográfus, aki majdnem Jay barátnője lett, miután fotósorozatot készített róla
- Mark Consuelos – Sean Chapas, üzletember, exharcos, aki Alvey gyerekkori barátja
- Andre Royo – Sunset Hawaiian Hotel tulajdonosa[13]
- Wendy Moniz – Roxanne (2. évad)

### Vendégszereplők
- Cub Swanson – Nate ellenfele
- Bruce Davison – Ron Prince, Lisa édesapja
- Talia Shire – Annette Kulina, Alvey édesanyja
- Alicia Witt – Melanie[14]
- Kenny Florian – önmaga
- Greg Jackson – önmaga

## Epizódok
| Évad | Epizódok száma | Epizódok száma | Eredeti sugárzás  | Eredeti sugárzás   |
| Évad | Epizódok száma | Epizódok száma | Első rész         | Befejező rész      |
| ---- | -------------- | -------------- | ----------------- | ------------------ |
| 1    | 10             | 10             | 2014. október 8.  | 2014. december 10. |
| 2    | 20             | 10             | 2015. október 14. | 2015. december 16. |
| 2    | 20             | 10             | 2016. június 1.   | 2016. augusztus 3. |
| 3    | 10             | 10             | 2017. május 31.   | 2017. augusztus 2. |

## Nemzetközi sugárzás
A sorozatot az alábbi országokban kezdték el vetíteni:
- Ausztrália[15]
- Kanada, az amerikai premier után 2 nappal,[16]
- Svédország[17]
- Argentína[18]
- Chile[18]
- Uruguay[18]
- Peru[18]
- Ecuador[18]
- Kolumbia[18]
- Venezuela[18]
- Puerto Rico[18]
- Egyesült Királyság (video on demand)[19]
- Portugália (video on demand)
- India[20]

## Fordítás
Ez a szócikk részben vagy egészben  a   Kingdom (U.S. TV series) című angol Wikipédia-szócikk ezen változatának fordításán alapul.  Az eredeti cikk szerkesztőit annak laptörténete sorolja fel. Ez a jelzés csupán a megfogalmazás eredetét és a szerzői jogokat jelzi, nem szolgál a cikkben szereplő információk forrásmegjelöléseként.